# Frances Tiafoe
Frances Tiafoe (ur. 20 stycznia 1998 w Hyattsville) – amerykański tenisista, reprezentant kraju w Pucharze Davisa, olimpijczyk z Tokio (2020).
Jego rodzice pochodzą z Sierra Leone.

## Kariera tenisowa
W 2012 rozpoczął karierę juniorską. Na koniec 2013, jako najmłodszy tenisista w historii, triumfował w Orange Bowl, pokonując w finale Stefana Kozlova 7:6(3), 0:6, 6:3. W swoim ostatnim starcie w gronie juniorów osiągnął półfinał gry pojedynczej podczas US Open 2014.
W czerwcu 2013 zagrał w swoim pierwszym turnieju w gronie seniorów. W lipcu 2014, dzięki otrzymaniu dzikiej karty, wystąpił w kwalifikacjach turnieju Atlanta Open oraz w drabince głównej Citi Open w Waszyngtonie. Podczas US Open 2014 wystąpił w turnieju kwalifikacyjnym w singlu oraz w drabince głównej debla, odnotowując w niej drugą rundę. W maju 2015 osiągnął pierwszą rundę wielkoszlemowego French Open, przegrywając w 1 meczu z Martinem Kližaem 2:6, 4:6, 1:6. Kilka miesięcy później wystąpił w pierwszej rundzie US Open, ulegając w nim Viktorowi Troickiemu 5:7, 4:6, 3:6.
W 2016 wygrał dwa turnieje rangi ATP Challenger Tour w grze pojedynczej. W kwietniu 2017 został finalistą gry podwójnej zawodów rangi ATP World Tour w Houston partnerując Dustinowi Brownowi. W sezonie 2017 dwukrotnie triumfował również w cyklu ATP Challenger Tour.
Pod koniec lutego 2018 Tiafoe zagrał z dziką kartą w turnieju ATP World Tour w Delray Beach, gdzie wygrał premierowy tytuł w zawodach tej rangi. Wyeliminował m.in. w drugiej rundzie Juana Martína del Potra po trzysetowym meczu, a w finale wynikiem 6:1, 6:4 Petera Gojowczyka. W maju awansował do finału zawodów w Estoril, w którym uległ João Sousie 4:6, 4:6. We wrześniu zadebiutował w reprezentacji Stanów Zjednoczonych w Pucharze Davisa podczas półfinałowej rundy przeciwko Chorwacji. Swoje mecze Tiafoe przegrał, w tym decydujący o awansie do finału z Borną Ćoriciem.
W 2019 roku podczas Australian Open osiągnął pierwszy wielkoszlemowy ćwierćfinał w grze pojedynczej. W meczu o półfinał przegrał z Rafaelem Nadalem w trzech setach.
W październiku 2021 roku jako kwalifikant zanotował finał rozgrywek rangi ATP Tour 500 w Wiedniu. W meczu mistrzowskim przegrał 5:7, 4:6 z Alexandrem Zverevem. Pod koniec lipca awansował do drugiej rundy gry pojedynczej i podwójnej igrzysk olimpijskich w Tokio.
W sezonie 2022 Amerykanin ponownie wystąpił w spotkaniu o tytuł zawodów w Estoril. Tym razem został pokonany w nim w dwóch setach przez Sebastiána Báeza. W tym samym sezonie osiągnął finał turnieju w Tokio, w którym przegrał z Taylorem Fritzem 6:7(3), 6:7(2).
W kwietniu 2023 roku Tiafoe awansował do finału zawodów singlowych w Houston. W meczu mistrzowskim wygrał z Tomásem Martínem Etcheverrym 7:6(1), 7:6(6). W czerwcu zwyciężył w turnieju na nawierzchni trawiastej w Stuttgarcie.
Podczas sezonu 2024 został finalistą w Houston oraz turnieju ATP Master 1000 w Cincinnati.
Pierwszy finał w sezonie 2025 Tiafoe osiągnął w Houston.
Najwyżej sklasyfikowany w rankingu singlistów był na 10. miejscu (19 czerwca 2023), natomiast w zestawieniu deblistów na 160. pozycji (1 listopada 2021).

### Finały w turniejach ATP Tour
| Legenda                                      |
| -------------------------------------------- |
| Wielki Szlem                                 |
| Igrzyska olimpijskie                         |
| Tennis Masters Cup / ATP Finals              |
| ATP Masters Series / ATP Tour Masters 1000   |
| ATP International Series Gold / ATP Tour 500 |
| ATP International Series / ATP Tour 250      |

#### Gra pojedyncza (3–7)
| Końcowy wynik | Nr | Data                 | Turniej      | Nawierzchnia  | Przeciwnik              | Wynik finału        |
| ------------- | -- | -------------------- | ------------ | ------------- | ----------------------- | ------------------- |
| Zwycięzca     | 1. | 25 lutego 2018       | Delray Beach | Twarda        | Peter Gojowczyk         | 6:1, 6:4            |
| Finalista     | 1. | 6 maja 2018          | Estoril      | Ceglana       | João Sousa              | 4:6, 4:6            |
| Finalista     | 2. | 31 października 2021 | Wiedeń       | Twarda (hala) | Alexander Zverev        | 5:7, 4:6            |
| Finalista     | 3. | 1 maja 2022          | Estoril      | Ceglana       | Sebastián Báez          | 3:6, 2:6            |
| Finalista     | 4. | 9 października 2022  | Tokio        | Twarda        | Taylor Fritz            | 6:7(3), 6:7(2)      |
| Zwycięzca     | 2. | 9 kwietnia 2023      | Houston      | Ceglana       | Tomás Martín Etcheverry | 7:6(1), 7:6(6)      |
| Zwycięzca     | 3. | 18 czerwca 2023      | Stuttgart    | Trawiasta     | Jan-Lennard Struff      | 4:6, 7:6(1), 7:6(8) |
| Finalista     | 5. | 7 kwietnia 2024      | Houston      | Ceglana       | Ben Shelton             | 5:7, 6:4, 3:6       |
| Finalista     | 6. | 19 sierpnia 2024     | Cincinnati   | Twarda        | Jannik Sinner           | 6:7(4), 2:6         |
| Finalista     | 7. | 6 kwietnia 2025      | Houston      | Ceglana       | Jenson Brooksby         | 4:6, 2:6            |

#### Gra podwójna (0–1)
| Końcowy wynik | Nr | Data             | Turniej | Nawierzchnia | Partner      | Przeciwnicy                    | Wynik finału   |
| ------------- | -- | ---------------- | ------- | ------------ | ------------ | ------------------------------ | -------------- |
| Finalista     | 1. | 16 kwietnia 2017 | Houston | Ceglana      | Dustin Brown | Julio Peralta Horacio Zeballos | 6:4, 5:7, 6–10 |